# Clubul Sportiv Dinamo București 2012-2013 (pallavolo femminile)
Questa voce raccoglie le informazioni riguardanti il Clubul Sportiv Dinamo București nelle competizioni ufficiali della stagione 2012-2013.

## Organigramma societario
Area direttiva
- Presidente: Eduard Chermes

Area tecnica
- Allenatore: Branko Kovačević

## Rosa
| N° | Nome               | Ruolo | Data di nascita   | Nazionalità sportiva |
| -- | ------------------ | ----- | ----------------- | -------------------- |
| 1  | Yasmin Constantin  | S     | 25 settembre 1995 | Romania              |
| 2  | Mirela Corjeutanu  | S     | 6 luglio 1977     | Romania              |
| 3  | Ana-Maria Ştefan   | L     | 20 aprile 1981    | Romania              |
| 4  | Cristina Apostol   | S     | 12 gennaio 1998   | Romania              |
| 5  | Carmen Marcovici   | C     | 20 marzo 1973     | Romania              |
| 6  | Daniela Mincă      | P     | 14 luglio 1971    | Romania              |
| 7  | Liana Smărăndache  | C     | 9 agosto 1989     | Romania              |
| 8  | Tatiana Lupu       | C     | 13 maggio 1988    | Moldavia             |
| 9  | Regan Hood         | S     | 10 agosto 1983    | Stati Uniti          |
| 10 | Ioana Baciu        | S/O   | 4 gennaio 1990    | Romania              |
| 11 | Diana Cărbuneanu   | S     | 23 agosto 1995    | Romania              |
| 12 | Sînziana Motroc    | S     | 28 maggio 1996    | Romania              |
| 13 | Ivana Zburová      | P     | 30 aprile 1982    | Slovacchia           |
| 14 | Dominika Valachová | L     | 4 giugno 1986     | Slovacchia           |